# Don Lemon
Donald Carlton Lemon dit Don Lemon (né le 1er mars 1966) est un journaliste et auteur américain. Il a été présentateur pour CNN à New York et a animé CNN Tonight (en).

## Biographie
Don Lemon est né à Baton Rouge, en Louisiane. Il a fait ses études à Baker High School, un lycée public de la ville de Baker en Louisiane. Il s'est spécialisé dans le journalisme au Brooklyn College à Brooklyn, et a étudié à l'université d'État de Louisiane,. Pendant ces études, Don Lemon a travaillé comme assistant chez WNYW à New York.

## Carrière
Au début de sa carrière, Don Lemon a travaillé en tant que présentateur du journal du week-end pour WBRC à Birmingham en Alabama et WCAU à Philadelphie. Il a également travaillé comme journaliste d'investigation pour KTVI à Saint-Louis.
Don Lemon a travaillé pour NBC News à New York, et en tant que correspondant pour Today et NBC Nightly News. En 2003, il a commencé à WMAQ-TV une chaîne O&O de NBC.
Don Lemon a rejoint CNN en septembre 2006. Il a fait preuve de franc-parler dans son travail à CNN, critiquant l'état du journalisme des réseaux câblés et du réseau public. Il a également exprimé de fortes opinions sur les moyens dont disposent les afro-Américains pour améliorer leur communauté, ce qui a entrainé une certaine polémique[pas clair]. Depuis 2014, il présente l'émission de CNN spéciale Nouvel An depuis la Nouvelle-Orléans.
En janvier 2018, Don Lemon a commencé son émission par : « C'est CNN Tonight, je suis Don Lemon. Le président des États-unis est raciste. »

## Controverses
En octobre 2018, Don Lemon affirme que la visite de Kanye West à la Maison-Blanche est « embarrassante » et la compare à un minstrel show. Une intervenante du débat qu'il présente qualifie quant à elle Kanye West de « négro de service » (token negro).
Le même mois, Don Lemon déclare en direct : « Donc on doit arrêter de diaboliser les gens et se rendre compte que la plus grande menace terroriste dans ce pays est représentée par des hommes blancs, la plupart d'entre eux étant des radicalisés de droite. Et nous devons commencer à faire quelque chose à leur sujet. Ils n'ont pas d'interdiction de voyager. Ils n'ont pas d'interdiction — il y avait l'interdiction d'entrée pour les musulmans. Il n'y a pas d'interdiction d'entrée pour les hommes blancs. Alors, que faisons-nous à ce propos ? ».
Il a également émis des commentaires controversés sur la candidate républicaine Nikki Haley, commentaires pour lesquels il avait quitté temporairement la barre de son émission.